# إتش دبور (فلم)
أتش دبور فيلم كوميدي مصري أنتج في 2008 بطولة أحمد مكي وإنجى وجدان، ويقوم مكي في هذا الفيلم باستغلال نجاح شخصية دبور التي قدمها من قبل في مسلسل تامر وشوقية وفيلم مرجان أحمد مرجان.

## احداث الفيلم
تدور احداث الفيلم عن دبور شاب من الطبقة الراقية في المجتمع عندما تتم مصادرة جميع امواله وحبس أبيه بسبب شامبو (هيرى هير), ويضطر دبور إلى العمل والاحتكاك بالطبقة العامية من المجتمع ويجد فيهم من الشهامة والمروءة ما لم يجده في اصدقائه من الطبقة العليا، ثم يقع في حب (أرواح) بنت السائق الخاص به (سيريانوسي) بعد أن ساعدته هي واهل الحارة على أن يظهروا حقيقة أن أباه برئ ويحرروه من السجن، كل هذا في إطار كوميدى ساخر.

## الممثلون
- أحمد مكي
- حسن حسني
- إنجي وجدان
- هالة فاخر
- لطفي لبيب
- سامح حسين
- محمد عبد المعطي
- معتز التوني
- يوسف عيد
- أنور عبد المنعم
- متولي علوان
- عادل شعبان

## انتقادات
هاجم الكثيرون الفيلم بسبب الألفاظ النابية والحركات البذيئة التي وردت فيه، ولكن دافع مكي عن ذلك بقوله إن الطفل الصغير الآن يعرف هذه الألفاظ ويرددها، وأن السينما المصرية تجاوزت منذ زمن طويل تحفظاتها القديمة، وبدأت الشخصيات تنطق بشكل أقرب إلى الحقيقة والواقع وليس على طريقة أساتذة المدارس كما كان يحدث زمان، وأكد أن ألفاظه في الفيلم غير مباشرة، بعكس فيلم آخر مثل «بحب السيما» والذي يحتوى على كثير من الشتائم والأوصاف المباشرة.

## وصلات خارجية
- مقالات تستعمل روابط فنية بلا صلة مع ويكي بيانات
- أغنية فيلم دبور (جدعان طيبين) على يوتيوب